# Simmba
Série Cop Universe
Singham Returns
(2014) Sooryavanshi
(2021)
Pour plus de détails, voir Fiche technique et Distribution.
Simmba est un film d'action et de comédie en langue hindi indien de 2018 réalisé par Rohit Shetty et produit par Rohit Shetty Picturez, Reliance Entertainment et Dharma Productions.

## Synopsis
Sangram « Simmba » Bhalerao est un orphelin antihéroïque de Shivgad, la même ville où Bajirao Singham a été élevé, où il observe comment les policiers gagnent de l'argent sous forme de pots-de-vin, se sent motivé pour devenir policier et réussit.
Simmba est bientôt transféré au commissariat de police de Miramar à Goa par le ministre de l'Intérieur Vinayak Dutta, où il voit Shagun Sathe et tombe amoureux d'elle au premier regard. Il rencontre ses collègues policiers et l'un de ses subalternes, Nityanand Mohile, qui est un gendarme honnête, hésite à saluer Simmba car c'est un flic corrompu. Pour prouver sa valeur à Miramar, il interrompt une soirée dans un pub organisée par un gangster influent nommé Durva Yashwant Ranade et ses frères.
Durva accepte et utilise Simmba pour saisir la terre d'une vieille personne nommée Vaman Rao, qui est forcée de signer les papiers par Simmba. Pendant ce temps, Simmba développe des liens maternels et fraternels avec plusieurs femmes et filles, une jeune femme qui rappelle à Simmba son professeur. Aakruti dépose une plainte contre Sada et Giri pour trafic de drogues illicites dans leur pub et utilisation d'enfants comme vendeurs.
Pendant ce temps, Aakruti apprend l'existence du trafic de drogue dans le club et s'y rend une nuit avec Chhotu, un garçon muet qui est son élève. Elle filme tout ce qui se passe avec son téléphone portable et prévoit de montrer des preuves à la police mais est attrapée par Sada et Giri. Chhotu enregistre discrètement Sada et Giri en train d'agresser Aakruti et s'enfuit une fois qu'ils s'en rendent compte. Aakruti est ensuite brutalement violée par Sada et Giri.
Aakruti est retrouvé mortellement blessé et emmené à l'hôpital. Simmba essaie de lui parler, mais elle meurt, le laissant dévasté. La police récupère le téléphone d'Aakruti et la vidéo qu'elle a tournée, et Durva envoie ses hommes récupérer le téléphone de Simmba, qui est présent, s'amendera et les combattra tous. Simmba porte enfin son uniforme de police, et voyant ce changement en lui.
Au tribunal, Simmba est choqué de constater que la vidéo d'Aakruti a été supprimée. Il bat l'ami de Durva, le caporal David Cameron, qui a fait une fausse déclaration au tribunal, ce qui a conduit à sa suspension. Il décide de tuer Sada et Giri avant de partir, et prévoit de montrer cela comme une rencontre. Il leur tire dessus tous les deux et fait comme s'il les avait tués en état de légitime défense.
Enragés, Durva et ses hommes capturent Simmba. Soudain, le DCP Bajirao Singham arrive pour le sauver, et tous deux battent Durva et ses hommes. Singham dit à Simmba qu'il est l'officier neutre désigné par le comité d'État pour gérer son cas et déclare que Simmba a tué Sadashiv et Gaurav dans un acte de légitime défense.
À la suite de ces crimes, Durva est condamné par le tribunal à 7 ans de prison ferme.

## Fiche technique
- Titre original : Simmba
- Langue : Hindi
- Réalisateur : Rohit Shetty
- Pays :  Inde
- Dates de sortie
  -  Émirats arabes unis : 27 décembre 2018
  -  Inde : 28 décembre 2018
  -  France : 29 décembre 2018
- Durée : 158 min

## Distribution
- Ranveer Singh : Inspecteur principal Sangram Bhalerao alias « Simmba »[2]
  - Yash Rane dans le rôle du jeune Simmba
- Sonu Sood : Durva Yashwant Ranade
- Sara Ali Khan : Shagun Sathe, la petite amie de Simmba[3]
- Ashutosh Rana : Constable en chef Nityanand Mohile, le père de Nandini
- Siddhartha Jadhav : Inspecteur Santosh Tawde
- Vaidehi Parashurami : Aakruti Dave
- Ulka Gupta : Nandini Mohile, la fille de Nityanand
- Suchitra Bandekar : Mme Mohile, épouse de Nityanand et de Nandini mère
- Abhishek Khandekar : IG Prakash Deshmukh
- Sulbha Arya : Iyer Mausi
- Ashwini Kalsekar : Juge Smita Parulkar
- Neha Mahajan : Kavya Salgaonkar, l'amie d'Aakruti
- Nandu Madhav : M. Dave, le père d'Aakruti
- Shri Swara Dubey : Varsha Ranade, l'épouse de Durva
- Sarita Joshi : Bharti Ranade, la mère de Durva
- Saurabh Gokhale : Gaurav "Giri" Ranade, le frère de Durva
- Amrit Pal Singh : Sadashiv "Sada" Ranade, le frère de Durva
- Puja Agarwal : journaliste
- Vijay Patkar : Havildar Alok Borkar
- Ashok Samarth : Advocate Joshi, l'avocat de Durva
- Ganesh Yadav : Avocat Sawalkar, avocat de Simmba
- Arun Nalawade : Vaman Rao
- Uday Tikekar : Vinayak Dutta, Ministre de l'Intérieur de Goa
- Vipin Sharma : Corporateur David Cameron
- Sahil Joshi : Aniket Mohre alias "Chhotu", l'élève d'Aakruti
- Ravjeet Singh : Dheeraj, l'ami de Shagun
- Ronjini Chakraborty : Poornima, l'amie de Shagun
- Anil Mange : Purab
- Besant Ravi : Sous-inspecteur Gaekwad
- Chitra Shukla : Gayatri, L'enseignante de l'enfance de Simmba
- Sneha James : Inspecteur Gauri Rai
- Aashish Warang : gendarme Ashish Tambe
- Umakant Patil : Sous-inspecteur Umakant Bhide

Apparence camée
- Ajay Devgn : DCP Bajirao Singham
- Akshay Kumar : DCP Veer Sooryavanshi[4]
- Tusshar Kapoor : lui-même dans la chanson "Aankh Marey"
- Kunal Khemu : lui-même dans la chanson "Aankh Marey"
- Shreyas Talpade : lui-même dans la chanson "Aankh Marey"
- Arshad Warsi : lui-même dans la chanson "Aankh Marey" (la chanson est tirée de son film Tere Mere Sapne)
- Karan Johar : lui-même dans la chanson "Aankh Marey"